# Верещак, Ярослав Николаевич
Ярослав Николаевич Верещак (укр. Ярослав Миколайович Верещак; 19 августа 1938, Городжев, Львовское воеводство, Польша — 22 сентября 2019, Киев, Украина) — советский и украинский драматург и театральный критик. Заслуженный деятель искусств Украины (2009). Лауреат премии имени М. Кропивницкого НСТДУ (1994).

## Биография
В 1962 году окончил Киевский государственный институт театрального искусства имени И. К. Карпенко-Карого. В 1962—1967 годах работал старшим консультантом Украинского театрального общества, в 1969—1971 годах — старшим редактором на Киевской киностудии имени А. П. Довженко, в 1974—1979 годах — старшим методистом Министерства культуры Украинской ССР.
В 1979—1984 годах — заведующий литературной части Киевского драматического театра имени И. Я. Франко, в 1987—1991 годах — секретарь Союза театральных деятелей Украины, в 1993—1996 годах — ведущий специалист и начальник отдела театров для детей и юношества Министерства культуры и искусств Украины.
Умер 22 сентября 2019 года в Киеве.

## Творчество

### Пьесы
- 1976 — «Експеримент» (Донецкий ТЮЗ)
- 1976 — «Восени, коли зацвіла яблуня…»
- 1977 — «Брате мій!..» (Тернопольский музыкально-драматический театр)
- 1978 — «Неісторична місцевість»
- 1981 — «Імпровізація»
- 1982 — «Банка згущеного молока» (Запорожский ТЮЗ)
- 1983 — «Уніформіст»
- 1983 — «Сантана»
- 1983 — «Королівський особняк» (Запорожский ТЮЗ)
- 1987 — «Чорна зірка»
- 1988 — «Двоє на дистанції»
- 1989 — «Пришестя мутантів»
- 1991 — «Проба: С. Б. (Степан Бандера)» (Тернопольский музыкально-драматический театр)
- 1994 — «Акторські ігри з Аристофаном»
- 1995 — «Містер Сковорода» (совместно с Александром Вратарёвым)
- 1995 — «Зелена гора» (совместно с Александром Вратарёвым)
- 1997 — «Зустрічний Рух Лелеки»
- 1998 — «Безглузда комедія»
- 1999 — «Любов у центрі міста»
- 1999 — «Весільний злодій»
- 2000 — «Бі-цигани»
- 2001 — «Ішов відважний гайовий»
- 2002 — «Новорічна крутоверть»
- 2003 — «Хованка»

### Фильмография
Написал сценарий к фильму «Адрес вашего дома» (в соавторстве с Евгением Хринюком).

## Семья
- Сын — Александр Ярославович Верещак

## Награды
- 1994 — Премия имени М. Кропивницкого НСТДУ
- 2009 — Заслуженный деятель искусств Украины